# Loviisa
Loviisa ( PRONÚNCIA; em sueco:  Lovisa) é uma municipalidade e cidade de 15.556 habitantes (2012) na província de Uusimaa (em sueco:  Nyland), na costa sul da Finlândia. Cerca de 55% da população fala finlandês e cerca de 40% sueco.

A municipalidade cobre 1751,49 km² dos quais 931,75 km² é água. Densidade populacional é de 18,98 habitantes/km².
Loviisa foi fundada em 1745, como um fortaleza de fronteira contra a Rússia. A maior parte das fortificações têm sido preservadas. Seu nome é em homenagem à Luísa Ulrica (em sueco:  Lovisa Ulrika), a rainha sueca consorte de Adolfo Frederico da Suécia.

## Cidades-irmãs
- Haapsalu, Estônia
- Hillerød, Dinamarca
- Horten, Noruega
- Karlskrona, Suécia
- Kohila, Estônia
- Ólafsfjörður, Islândia
- Paks, Hungria